# Juan Pérez San Millán y Miquel Polo
Juan Pérez San Millán y Miquel Polo (Madrid, 17 de desembre de 1868 - 1937), marquès de Benicarló, fou un enginyer i polític valencià, diputat a les Corts Espanyoles durant la restauració borbònica.
Pertanyia a una família moderada i es va inscriure al Partit Fusionista, amb el que fou elegit diputat pel districte de Vinaròs a les eleccions generals espanyoles de 1901 i 1905. El 1905 va rebre el títol de marquès de Benicarló de mans d'Alfons XIII i Gentilhome de Cambra amb Exercici, i malgrat la seva enemistat amb José Tárrega Torres, fou nomenat senador per la província de Càceres el 1907-1910.
Tot i no deixar el Partit Conservador, va donar suport algunes vegades als membres del Partit Liberal Democràtic (seguidors de José Canalejas y Méndez). Durant la Dictadura de Primo de Rivera fou cap d'Unión Patriótica a la província de Castelló i membre de l'Assemblea Nacional el 1927.
Fou assassinat per milicians del Front Popular de Madrid el 1937.